# 胡安·德富卡

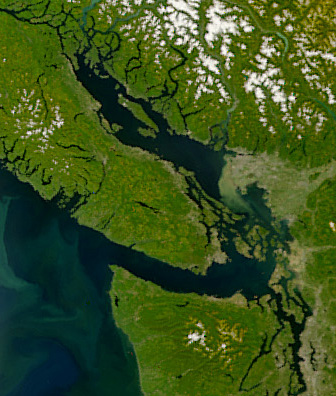
喬治亞海峽、溫哥華島東南部與胡安·德·富卡海峽的衛星照片

胡安·德富卡（西班牙語：Juan de Fuca；1536年生于希腊凯法利尼亚岛，1602年卒于希腊扎金索斯岛），本名约安尼斯·福卡斯 (Ioannis Phokas)，也常被叫做“瓦莱利亚门徒”(Apostolos Valerianos）是一位引水人、探险家。胡安·德富卡的祖先在他出生前约半个世纪的时候从君士坦丁堡逃亡回了威尼斯共和国控制下的希腊。德富卡曾被西班牙雇佣，从墨西哥派往北方寻找从太平洋到大西洋的北方通道。1592年，他在探险途中到达一条狭窄的海峡。1787年，一位英国探险家重新发现了这条海峡，次年，它即以胡安·德富卡的名字命名为胡安·德富卡海峡。
同样以他的名字命名的胡安·德富卡板块是一个小板块，沿俄勒冈州和华盛顿州的海岸消减于北美洲板块西部边缘的北部之下。胡安·德富卡板块与太平洋板块之间的海岭则叫做胡安·德富卡海岭。